# Le città proibite
Le città proibite è un film del 1963 diretto da Giuseppe Maria Scotese.